# NGC 6513
NGC 6513 је спирална галаксија у сазвежђу Херкул која се налази на NGC листи објеката дубоког неба.
Деклинација објекта је + 24° 53' 15" а ректасцензија 17h 59m 34,3s. Привидна величина (магнитуда) објекта NGC 6513 износи 13,5 а фотографска магнитуда 14,5. NGC 6513 је још познат и под ознакама UGC 11078, MCG 4-42-18, CGCG 141-38, PGC 61235.